# Bălăușeri
Bălăuşeri (Hongaars: Balavásár) is een comună in het district Mureş, Transsylvanië, Roemenië. Het is opgebouwd uit zes dorpen, namelijk:
- Agrişteu (Hongaars: Egrestő)
- Bălăuşeri (Hongaars: Balavásár)
- Chendu (Hongaars: Nagykend)
- Dumitreni (Hongaars: Szentdemeter)
- Filitelnic (Hongaars: Fületelke)
- Senereuş (Hongaars: Szénaverős)

Het dorp Dumitreni (Hongaars: Szentdemeter) behoorde van oudsher tot het comitaat Udvarhely dat later is opgegaan in Harghita. 
Dit dorp had in 2011 in totaal 478 inwoners, waarvan 416 Szekler-Hongaren. Buurgemeenten zijn onder andere Coroisânmărtin, Nadeș en Vețca.

## Geschiedenis
De comună lag in het noordelijk gebied van het vroegere Comitaat Küküllő in Transsylvanië, net over de grens van Szeklerland. Het graafschap werd in de administratieve hervorming van 1876 gesplitst en daarna behoorde de comună tot het Comitaat Kis-Küküllő van Koninkrijk Hongarije. Na het Verdrag van Trianon van 1920 werd Bălăuşeri een deel van Roemenië, samen met de rest van Transsylvanië. 

## Demografie
Volgens de census van 2011 had de comună een bevolking van 4.698 waarvan er 3.195 (68,01%) Hongaren, 905 (17,58%) Roemenen, 662 (14,09%) Roma, en 10 (0,22%) Duitsers zijn. In het dorp Bălăuşeri zelf woont zo'n kwart van de bevolking van de comună (1.228  mensen).

### Bevolkingssamenstelling per kern in 2011
- Agrişteu (Hongaars: Egrestő) 776 inwoners (427 Hongaren; 62,6%)
- Bălăuşeri (Hongaars: Balavásár) 1 226 inwoners (859 Hongaren; 72,9%)
- Chendu (Hongaars: Nagykend) 1 473 inwoners (1 432 Hongaren; 98,8%)
- Dumitreni (Hongaars: Szentdemeter) 478 inwoners (416 Hongaren; 89,8%)
- Filitelnic (Hongaars: Fületelke) 228 inwoners (34 Hongaren; 15%)
- Senereuş (Hongaars: Szénaverős) 708 inwoners (6 Hongaren;	0,9%)